# 特克斯·艾弗里
特克斯·艾弗里 （1908年2月26日-1980年8月26日）是一位美国动画师、漫画家、作畫監督。他生于德克萨斯州，曾與其他人一起創作出賓尼兔、達菲鴨、波基豬、德鲁比、大灰狼等角色。